# Hieracium paniculatum
Hieracium paniculatum ist eine Pflanzenart aus der Gattung der Habichtskräuter (Hieracium) innerhalb der Familie der Korbblütler (Asteraceae). Sie kommt im östlichen Nordamerika vor.

## Beschreibung

### Vegetative Merkmale
Hieracium paniculatum ist eine ausdauernde krautige Pflanze, die Wuchshöhen von 30 bis 90 Zentimetern erreicht. Die Stängel sind meist kahl, gelegentlich aber auch mit sternförmigen oder mit feinen und rauen 0,3 bis 0,8 Zentimeter langen Haaren besetzt und haben eine meist unbehaarte Basis.
An der Stängelbasis befinden sich keine oder bis zu zwei grundständige Laubblätter, während sich am Stängel sechs bis zwölf oder auch mehr Laubblätter befinden. Die Blattspreite ist bei einer Länge von 3 bis 15 Zentimetern sowie einer Breite von 0,6 bis 3,5 Zentimetern von elliptisch über lanzettlich bis verkehrt-lanzettlich mit keilförmiger Spreitenbasis und spitzer bis zugespitzter Spreitenspitze. Die Spreitenränder sind meist gezähnt, gelegentlich aber auch gezähnelt oder ganzrandig. Sowohl die Blattunterseite als auch die Blattoberseite ist unbehaart oder mit feinen und rauen 0,1 bis 0,4 Zentimeter langen Haaren besetzt.

### Generative Merkmale
Die Blütezeit erstreckt sich von Juli bis August und manchmal auch noch bis in den Oktober hinein. Der schirmrispige bis rispige Gesamtblütenstand enthält meist 6 bis 50 oder mehr körbchenförmige Teilblütenstände. Der Blütenstandsschaft ist meist kahl, gelegentlich aber auch mit drüsigen und gestielten Haaren besetzt. Das bei einer Größe von 0,6 bis 0,7 Zentimetern glockenförmige bis zylindrische Involucrum enthält 8 bis 13, gelegentlich auch mehr an der Unterseite unbehaarte, seltener drüsig behaarte Hüllblätter mit spitzen bis zugespitzten Spitzen. Die Blütenkörbchen enthalten 8 bis 30 Zungenblüten. Die gelblich weißen bis gelben Zungenblüten sind 0,5 bis 0,8 Zentimeter lang.
Die Achänen sind bei einer Länge von 0,2 bis 0,25 Zentimetern säulenförmig. Der Pappus besteht aus 35 bis 40 oder mehr strohfarbenen Borstenhaaren, welche 0,4 bis 0,5 Zentimeter lang sind.

### Chromosomenzahl
Die Chromosomenzahl beträgt 2n = 18.

## Vorkommen
Das natürliche Verbreitungsgebiet von Hieracium paniculatum liegt im östlichen Nordamerika. In den Vereinigten Staaten umfasst das Verbreitungsgebiet dabei die Bundesstaaten in Neuengland, die Mittelatlantikstaaten und mit Ausnahme Floridas auch die der Südatlantikstaaten sowie Indiana, Kentucky, Michigan, Ohio und Tennessee. In Kanada umfasst es die Provinzen New Brunswick/Nouveau-Brunswick, Nova Scotia, Ontario sowie Québec.
Hieracium paniculatum gedeiht in Höhenlagen von 10 bis 800 Metern auf Lichtungen in Wäldern.

## Taxonomie
Die Erstbeschreibung als Hieracium paniculatum erfolgte 1753 durch Carl von Linné in Species Plantarum, Band 2, Seite 802.